# Youssoupha Fall
Youssoupha Birima Fall (Dakar, 12 de gener de 1995) és un jugador de bàsquet senegalès amb passaport francès que pertany al FC Barcelona de la Lliga Endesa d'Espanya. Amb 2,21 metres d'altura juga en la posició de pivot.

## Trajectòria professional
Format en la Seeds Academy del Senegal, en 2012 va marxar a França per a jugar en la pedrera del Le Mans Sarthe Basket. Va debutar amb el primer equip en la temporada 2014-2015, on va jugar un partit de Eurochallenge.
La temporada 2015-2016 ja va formar part del primer equip, jugant alguns minuts en la posició de pivot com a suplent de Mouphtaou Yarou. Va disputar 6 partits en l'Eurocup 2015-16 amb una mitjana de 0,3 punts i 0,8 rebots en 6,4 min de mitjana.
El juliol de 2018 va fitxar pel Saski Baskonia de la lliga ACB per quatre temporades. No obstant això, la primera d'elles en qualitat de cedit al Strasbourg IG francès.
El 16 d'agost de 2021, signatura per l'ASVEL Lió-Villeurbanne de la Lligui Nationale de Basket-ball.
El 31 de juliol de 2024 el jugador senegalès fitxa pel F.C. Barcelona, equip que milita en la Lliga ACB.

## Internacional
Va participar amb el Senegal en el AfroBasket Sub-18 de 2012 celebrat a Moçambic, on es va penjar la medalla d'or.